# Tom Spalding
Tom Spalding ist ein ehemaliger US-amerikanischer Autorennfahrer.

## Karriere als Rennfahrer
Tom Spalding war Ende der 1970er-Jahre im US-amerikanischen Sportwagensport aktiv. Sein bestes Ergebnis war der dritte Gesamtrang beim 12-Stunden-Rennen von Sebring 1978. Spalding bestritt das Rennen gemeinsam mit Hal Shaw auf einem Porsche 935 und hatte im Ziel mit seinem Partner einen Rückstand von einer Runde auf die Sieger Brian Redman, Charles Mendez und Bob Garretson, die ebenfalls einen Porsche 935 fuhren. 
Neben seinen Einsätzen in der Trans-Am-Serie startete Tom Spalding auch bei ausgewählten Rennen der Sportwagen-Weltmeisterschaft. Seine beste Platzierung in dieser Rennserie – abseits von Sebring – war der vierte Gesamtrang beim 6-Stunden-Rennen von Mosport 1977. 

## Statistik

### Sebring-Ergebnisse
| Jahr | Team             | Fahrzeug    | Teamkollege | Platzierung | Ausfallgrund |
| ---- | ---------------- | ----------- | ----------- | ----------- | ------------ |
| 1978 | Ore House – Vail | Porsche 935 | Hal Shaw    | Rang 3      |              |

### Einzelergebnisse in der Sportwagen-Weltmeisterschaft
| Saison | Team                  | Rennwagen   | 1   | 2   | 3   | 4   | 5   | 6   | 7   | 8   | 9   | 10  | 11  | 12  | 13  | 14  | 15  | 16  | 17  |
| ------ | --------------------- | ----------- | --- | --- | --- | --- | --- | --- | --- | --- | --- | --- | --- | --- | --- | --- | --- | --- | --- |
| 1977   | Bauer Racing          | Porsche 911 | DAY | MUG | DIJ | MON | SIL | NÜR | VAL | PER | WAT | EST | LEC | MOS | IMO | SAL | BRH | HOK | VAL |
| 1977   | Bauer Racing          | Porsche 911 |     |     |     |     |     |     |     |     | 11  |     |     | 4   |     |     |     |     |     |
| 1978   | Ore House Shaw Racing | Porsche 935 | DAY | SEB | MUG | TAL | DIJ | SIL | NÜR | LEM | MIS | DAY | WAT | VAL | ROD |     |     |     |     |
| 1978   | Ore House Shaw Racing | Porsche 935 |     | 3   |     | 22  |     |     |     |     |     |     |     |     |     |     |     |     |     |
| 1979   | Shaw Racing           | Porsche 935 | DAY | SEB | MUG | TAL | DIJ | RIV | SIL | NÜR | LEM | PER | DAY | WAT | SPA | BRH | ROA | VAL | ELS |
| 1979   | Shaw Racing           | Porsche 935 | 40  |     |     |     |     |     |     |     |     |     |     |     |     |     |     |     |     |